# Operación Tritón

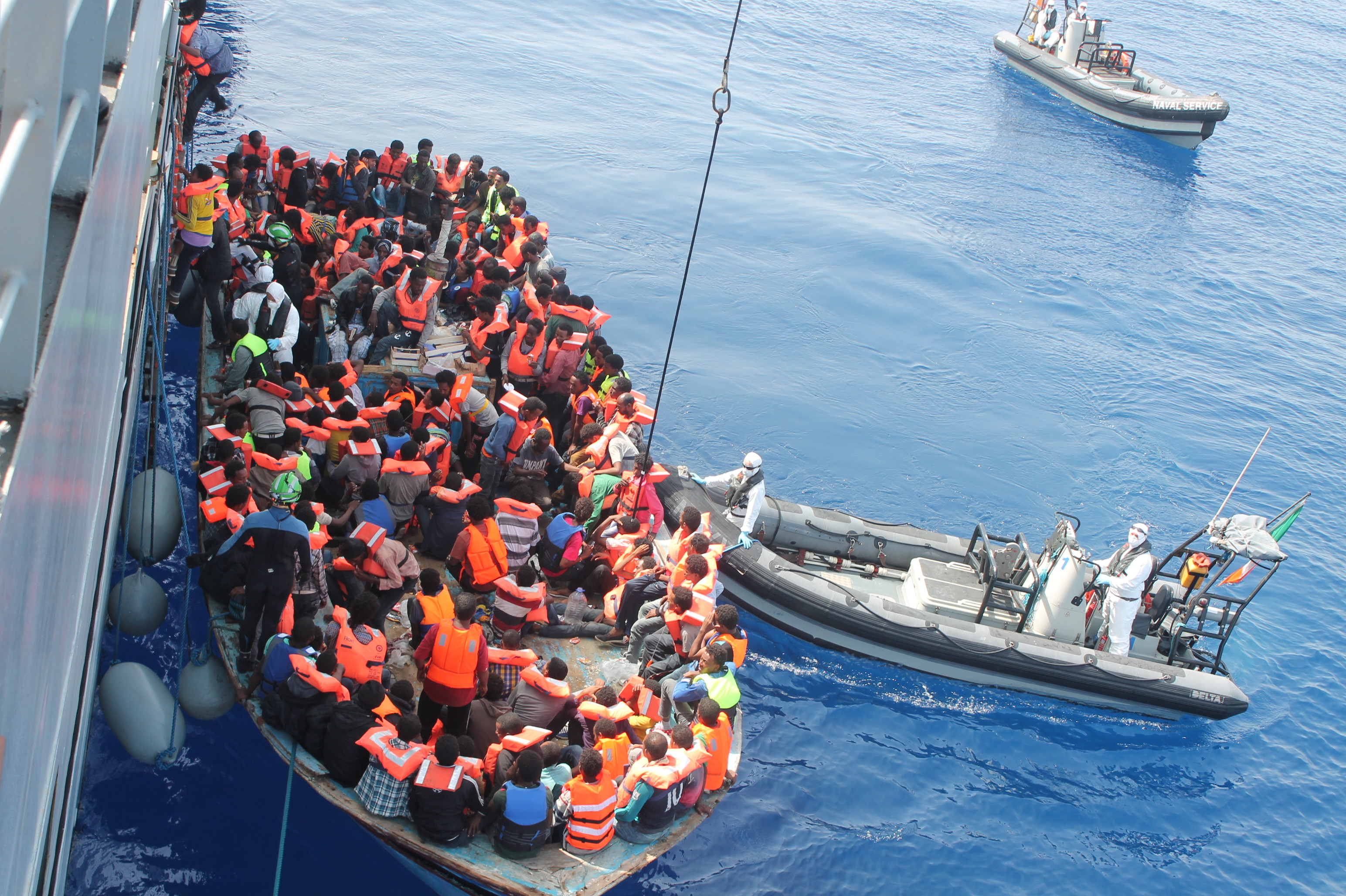
Personal naval del crucero irlandés LÉ Eithne (P31) participan en la recuperación de los migrantes durante la operación de Tritón (15 de junio de 2015).

La operación Tritón (originalmente llamado "Frontex Plus")
 fue una operación de seguridad en la Agencia Europea de la Guardia de Fronteras y Costas (Frontex) con el objetivo de mantener controladas las fronteras de la Unión Europea en el mar Mediterráneo. Comenzó el 1 de noviembre de 2014 y finalizó el 1 de febrero de 2018.
Las maniobras comenzaron una vez concluida la operación italiana Mare nostrum, juzgada demasiado costosa para un solo país (9.000.000 € al mes durante 12 meses). El Gobierno italiano había solicitado fondos adicionales procedentes de otros Estados miembros de la UE, pero no fue ofrecido el apoyo necesario.
Inicialmente se previó la contribución voluntarias de 14, de los entonces 28 Estados miembros de la Unión Europea. Los estados que hasta agosto de 2015 contribuyeron voluntariamente a la Operación Tritón son Islandia, Finlandia, Suecia, Alemania, Países Bajos, Francia, España, Portugal, Italia, Austria, Rumania, Polonia, Lituania y Malta. También participan Noruega y Suiza.

## Historia
A raíz de la tragedia de Lampedusa del 3 de octubre de 2013,
 el gobierno italiano, encabezado por el primer ministro Enrico Letta, ha decidido reforzar el mecanismo nacional para patrullar el estrecho de Sicilia, autorizando la operación Mare Nostrum, una misión militar y humanitaria cuya finalidad es prestar asistencia a los migrantes antes de que se puedan repetir los acontecimientos ocurridos en Lampedusa.

 
Esta operación tiene dos propósitos principales: salvaguardar la vida en el mar; y, luchar contra el tráfico ilegal de migrantes.
En agosto de 2014, después de las peticiones incesantes del ministro Alfano, para que la UE se movilizará en apoyo de Italia, el Comisario Europeo de Asuntos Internos Cecilia Malmström declaró que la operación Mare Nostrum
  
sería reemplazada por el programa europeo "Triton" a cargo de Frontex.

Posteriormente, a través de una serie de reuniones en Europa, el ministro Alfano es capaz de ganar el apoyo de algunos países como Francia, Alemania y España, que manifiestan su disponibilidad para apoyar la introducción del programa Tritón.